# Aleksander Brückner

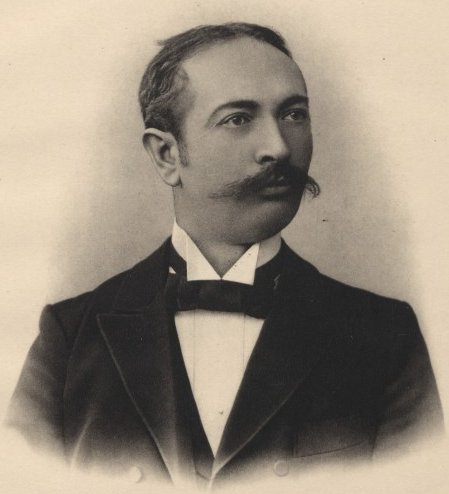
Aleksander Brückner em 1895

Aleksander Brückner (29 de Janeiro de 1856 - 24 de Maio de 1939) foi um estudioso polaco, especializado em literatura eslava, filologia e lexicografia, bem como um historiador literário. Destaca-se dentre os mais notáveis eslavistas do século XIX e do início do século XX, sendo o primeiro a elaborar monografias completas da história da língua polaca e da cultura polaca. Publicou mais de 1.500 obras e descobriu os mais antigos textos em prosa da língua polaca, os "Sermões da Santa Cruz" ("Kazania świętokrzyskie" em polaco).

## Biografia

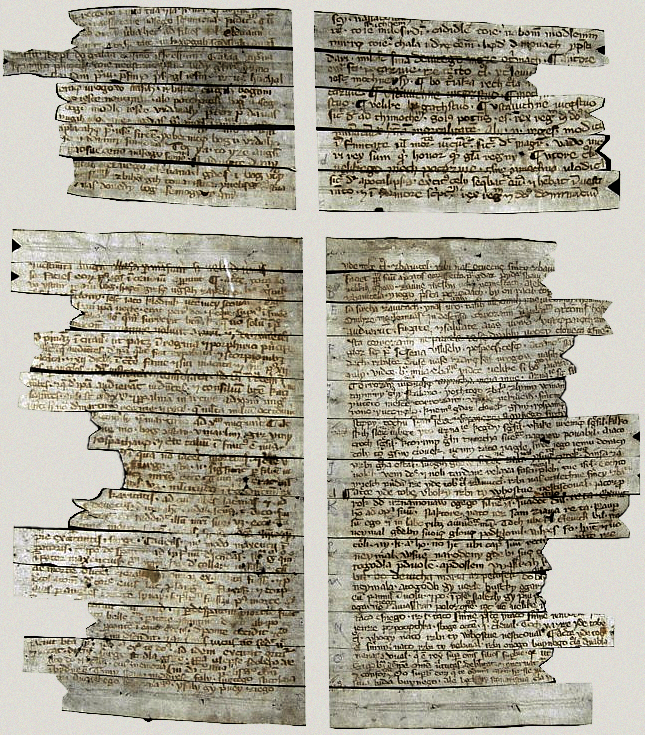
Sermões da Santa Cruz

Brückner nasceu em Brzeżany, na Galícia polaca, na pendência do Império Austro-Húngaro, no seio de uma família austro-polaca, que se mudara para lá há já três gerações, vinda de Stryi (na Ucrânia). Estudou no liceu alemão em Leópolis, sob a orientação de Omelian Ohonovsky, filólogo ucraniano. Ingressou depois na universidade de Viena, onde estudou sob a orientação de Franc Miklošič, filólogo esloveno. Mais tarde, ingressou na universidade Humboldt de Berlim, tendo estudado sob a orientação de Vatroslav Jagić, eslavista e filólogo croata.
Começou a dar aulas em Lemberga, na universidade local. Em 1876, recebe o doutoramento da Univerdade de Viena e, em 1878, enceta o estudo de certas localidades eslavas nas cercanias de Magdeburgo, do qual, três anos mais tarde, resultou a obra «Die slawischen Aussiedlungen in der Altmark und im Magdeburgischen» (As migrações eslavas em Altmark e Madgeburgo).
Em 1881, tornou-se professor catedrático da Universidade de Berlim, da cadeira de Filologia Eslava, posição que deteve desde 1881 até 1924.
Recebeu financiamento para viagens e investigações da Universidade de Berlim, cidade em que morou durante 58 anos, até à data da sua morte. Foi membro de várias sociedades de estudiosos, incluindo a Academia Polaca da Educação, em Cracóvia; a Imperial Academia das Ciências, de São Petersburgo; a Sociedade Científica de Shevchenko, em Lemberga e a Academia das Ciências Búlgara, em Belgrado.
Brückner escreveu largamente, tanto em polaco como em alemão, a respeito da história das línguas e literatura eslavas, dos antigos eslavos e da mitologia báltica, bem como da história da literatura russa e polaca. Os seus trabalhos mais notáveis incluem a história da língua polaca; inúmeras histórias da literatura polaca, escritas tanto em polaco como em alemão; a história da literatura russa; o dicionário etimológico da literatura polaca (o famoso «Słownik etymologiczny języka polskiego», publicado pela primeira vez em 1927); obras variegadas acerca da mitologia eslava e báltica; uma enciclopédia da antiga Polónia; e a "História da Cultura Polaca" em quatro volumes (entre 1930-46). 
Brückner era um especialista nos períodos mais remotos da história e cultura eslava e polaca, tendo sido, também, o descobridor e intérprete dos mais antigos manuscritos da língua polaca, os «Sermões da Santa Cruz». Tinha um conhecimento inigualável da literatura polaca medieval, que colhera directamente das fontes originais, bem como fora um perito na literatura polaca renascentista e do início da era moderna.
Em geral, Brückner tentou avivar o prestígio da cultura clássica antiga, tanto aos olhos dos alemães com quem trabalhava, como aos olhos dos polacos, com quem simpatizava. Era crítico tanto da autocracia russa e do centralismo russo, seus contemporâneos, como dos liberais russos (kadets), que pugnavam pelo centralismo da Rússia, a pospelo do federalismo ou da autodeterminação nacional das etnias não-russas que habitavam o império russo. No decurso da Primeira Guerra Mundial, tomou o partido dos Impérios Centrais, mas insurgiu-se contra o tratado de Brest-Litovsk, julgando que aquele se votava contra o ressurgimento da Polónia independente e, aliás, impunha grandes concessões aos ucranianos, da sua natal Galícia oriental.  No entanto, a sua preocupação-mor foram sempre os estudos e não a política. 
Do que respeita aos seus estudos, defendeu que em tempos primordiais as línguas eslavas e bálticas teriam partilhado um antepassado e fez sempre por ressaltar esse vínculo baltico-eslavo antigo. Propôs, para putativo local de origem dos eslavos, um território mais a Sul do que a maioria dos eslavistas da época concebia, naquilo que é a actual Polónia. Sustentava que os apóstolos eslavos, Círilo e Metódio, (missionários bizantinos, que ficaram na história, mercê do seu trabalho de missionação dos povos eslavos e pela criação do alfabeto glagolítico, o mais antigo dos alfabetos eslavos conhecidos),  teriam concebido a ideia da missionação dos povos eslavos por si sós, desvalorizando assim a importância do convite do príncipe Rastislau para irem à Morávia. Entrou em acirrada polémica com o historiador ucraniano Mykhailo Hrushevsky (uma das figuras-de-proa do revivalismo do nacionalismo ucraniano do início do século XX), quando perfilhou a tese normandista de que as origens dos povos Rus proviria da Escandinávia, estribando-se nas ligações linguísticas e históricas entre os rus e os povos escandinavos. 
Em 1924, jubilou-se da Universidade e passou o tempo a escrever a monografias condensadas da história da cultura e língua polacas, especialmente do período do polaco antigo. Em 1929 recebeu um doutoramento honoris causa da Universidade de Varsóvia.
Depois da sua morte, em Berlim, a 24 Maio de 1939 , tendo sido enterrado dias depois no cemitério Tempelhofer Parkfriedhof de Berlim, a sua derradeira obra, a história abreviada da cultura polaca, redigida em alemão, ficou por publicar.

### Obras em inglês
- A Literary History of Russia, ed. E.H. Minns, trans. H. Havelock (London: T.F. Unwin, 1908). xix, 558 pp.

### Obras em alemão
- Litu-Slavische Studien, Die Slavischen Fremdwörter im Litauischen Alexander Brückner, Weimar 1877
- Randglossen zur kaschubischen Frage, Archiv für slavische Philologie 1899
- Geschichte der russischen Litteratur, Leipzig 1905[20]
- Russische Literaturgeschichte, 2 Bd., Berlin/Leipzig 1919
- Polnische Literaturgeschichte, Berlin/Leipzig 1920
- Geschichte der polnischen Literatur, Leipzig 1922
- Die Slaven. Religionsgeschichtliches Lesebuch, Tübingen 1926

## Biografias
- Jan Otrębski, "Aleksander Bruckner w dziesiątą rocznicę śmierci," Slavia occidentalis, XX (1960), 1-46.
- H. Pohrt, "Beiträge zum Wirken des Slawisten Aleksander Brückner in Berlin, 1881-1939), Zeitschrift für Slawistik, XV (1970), 90-102.
- W. Kosny, "Aleksander Brückner: Ein polnischer Slavist in Berlin als 'Dolmetscher der Geister'", Zeitschrift für Slawistik, XXXVI (1991) 381-91.
- Weintraub, Wiktor (Novembro de 1946). «Aleksander Brückner, 1856-1938». The Slavonic and East European Review. 25 (64)
- Wiktor Weintraub, "Aleksander Brückner (1856-1939)," in Nation and History: Polish Historians from the Enlightenment to the Second World War, editada por Peter Brock, John D. Stanley, and Piotr J. Wrobel (Toronto: University of Toronto Press, 2006), pp. 197–212.